# Сталь-фон-Гольштейн, Владимир Иванович
Владимир Иванович Сталь фон Гольштейн (29 июня (11 июля) 1853 — 29 сентября (12 октября) 1921) — генерал-лейтенант.

## Биография
Родился в семье генерала Ивана Карловича Сталь фон Гольштейна (1798—1868) и Марии Карловны урождённой Гербель (1820—1895), дочери генерала Карла Гербеля. Окончил гимназию в Ставрополе. 29.09.1870 начал службу в русской армии. В 1873 году окончил казачье юнкерское училище в Ставрополе. В 1875 году произведен в корнеты. Служил в лейб-гвардии Уланского полка. Участвовал в русско-турецкой войне 1877—1878 гг. В 1880 г. произведен в лейтенанты, а в 1883 г. — в штабс-капитаны. С 1887 года старший адъютант штаба Петербургского военного округа. В 1889 году он был назначен капитаном. В 1892 году он принял на себя обязанности старшего адъютанта в штабе Петербургского военного округа. Затем возглавил отряд писателей штаба Санкт-Петербургского военного округа. С 1897 года в чине полковника служил старшим адъютантом в штабе Петербургского военного округа. С 1904 года в чине генерал-майора находился в ведении главнокомандующего Петербургским военным округом. В 1906 году он занял должность генерала по особым поручениям главнокомандующего войсками Петербургского военного округа. Затем снова находился в ведении главнокомандующего войсками Санкт-Петербургского военного округа. В 1908 году он стал заместителем командира Петропавловской крепости в Санкт-Петербурге. В 1911 году произведен в генерал-лейтенанты. С июля 1914 года командовал 1-й резервной стрелковой бригадой. В сентябре того же года вернулся к функции коменданта Петропавловской крепости. В апреле 1917 года оставил военную службу.
В 1919 во время Гражданской войны в России в возрасте 66 лет эмигрировал в Польшу в городок Острув-Велькопольски вместе с женой и младшими детьми. Гибель его старших сыновей, арест в послереволюционной России и эмиграция подорвали его здоровье и его разбил паралич. В сентябре 1921 года его с военными почестями похоронили на местном кладбище в Оструве-Велькопольском.

## Семья
Первая жена — Ольга Георгиевна Соханская (16.07.1856 - 3.08.1909), дочь генерала Г. Д. Соханского. Их дети:
- Иван Владимирович Сталь фон Гольстейн (4.02.1889 — 7.07.1915)
- Владимир Владимирович Сталь фон Гольстейн (2.01.1895 — 9.11.1914)

После смерти первой жены, в 1910 женился на Любови Владимировне Бердниковой (1875—1922), внучке известного книготорговца И. И. Глазунова (1826). Их дети:
- Ольга Владимировна (1911—1955)
- Николай Владимирович (5.01.1914 — 16.03.1955) — художник.